# Reginald Punnett
Reginald Crundall Punnett (ur. 20 czerwca 1875 w Tonbridge, zm. 3 stycznia 1967 w Bilbrook) – angielski genetyk.
Wraz z angielskim biologiem Williamem Batesonem odkrył sprzężenie genetyczne (sprzężenie cech). Przyczynił się do spopularyzowania genetyki oraz jej komercyjnego wykorzystania.

## Edukacja i kariera naukowa
Ukończył Gonville and Caius College na Uniwersytecie Cambridge , gdzie początkowo studiował medycynę, a ostatecznie zoologię. W 1901 został wybrany na członka Gonville and Caius College, a od roku 1904 pracował jako asystent prowadzący zajęcia w laboratorium (ang. demonstrator) na Wydziale Zoologii Uniwersytetu Cambridge.
Już w trakcie studiów magisterskich brał udział w badaniach nad wstężnicami. Upamiętnieniem jego wkładu w te badania są nazwy nadane takim gatunkom jak Baseodiscus punnetti, Cerebratulus punnetti czy Punnettia splendida. W związku z planowanym badaniem doświadczalnym nawiązał w 1903 roku kontakt z genetykiem Williamem Batesonem, co wywarło decydujący wpływ na wybór pola dalszych zainteresowań naukowych.
W roku 1905 Punnett opublikował Mendelism, pierwszy i długo uważany za najlepszy podręcznik genetyki. Badania prowadzone wspólnie z Batesonem w latach 1904–1910 doprowadziły do odkrycia wielu praw klasycznej genetyki mendlowskiej dotyczących na przykład determinacji płci, dziedziczenia cech sprzężonych z płcią czy genów komplementarnych. Odkryli oni też pierwsze sprzężenie cech kodowanych przez geny autosomalne. W roku 1908 na jego prośbę zaprzyjaźniony matematyk, towarzysz gry w krykieta, Godfrey Harold Hardy zajął się wyjaśnieniem przyczyny, dla której cechy dominujące nie rozpowszechniają się z biegiem czasu w całej populacji, występując u jej stałego odsetka. Praca matematyka doprowadziła do sformułowania prawa Hardy’ego-Weinberga. W roku 1911 Punnett wraz z Batesinem założyli czasopismo Journal of Genetics, które aż do śmierci Batesona w roku 1926 wspólnie redagowali. W roku 1912 Punnett został na Uniwersytecie Cambridge profesorem pierwszej w Anglii katedry genetyki. W tym samym roku został wybrany na członka Royal Society.
Podczas I wojny światowej Reginald Punnett służył w Wydziale Produkcji Żywności Zarządu Rolnictwa (Food Production Department of the Board of Agriculture). Wpadł tam na pomysł wykorzystywania sprzężonych z płcią cech upierzenia do selekcji przyszłych kur niosek – ze względu na problemy z zaopatrzeniem w paszę niekorzystna była hodowla kogucików; ich eliminacja spośród jednodniowych piskląt pozwalała na oszczędności paszy. Po zakończeniu wojny prowadził nadal badania nad drobiem. Ich owocem było wyhodowanie odmian kur, których kurczęta różniły się wyraźnie kolorem w zależności od płci, co znacznie ułatwiało ich selekcję (ang. auto-sexing). Swoje badania w tej dziedzinie Punnett podsumował w wydanej w roku 1923 pracy Heredity in Poultry.
W roku 1940 Punnett przeszedł na emeryturę.

## Życie prywatne
Od czasu studiów Punnett wykazywał duże zainteresowanie sportem. Był zapalonym graczem w krykieta oraz w tenisa i squasha (przez wiele lat pełnił funkcję prezesa uczelnianych klubów tych sportów). Zmarł w trakcie rozgrywki brydżowej.
W roku 1913 Punnett poślubił Evelyn Maude Froude. Małżeństwo nie wydało potomstwa.